# أبرشية بني ياس للروم الملكيين الكاثوليك
أبرشية بني ياس للروم الملكيين الكاثوليك هي أبرشية للكنيسة الرومانية الكاثوليكية الملكية، في عام 2009 كان هناك 2500 تعميد، وهي محكومة حاليًا بالأرشيف جورج نيكولاس حداد.

## الأساقفة
- باسيلي فينان (1724 - 1752)
- ماكسيموس سلال الفاخوري (1759 - 1768)
- بركات جريجري (22 فبراير 1886 - 24 مارس 1898 أكد بطريرك أنطاكية الملكيين)
- كليمنتي معلوف (24 نوفمبر 1901 - 1941 متوفى)
- إيزيدور فتال (20 يونيو 1943 - 13 أغسطس 1943 عين رئيس أساقفة حلب)
- باسيليو أنطونيو ليون كيلزي (10 يوليو 1944 - 11 أغسطس 1951 استقال)

## المطارنة
- Athanase Ach-Chaer (28 يوليو 1951 - 2 نوفمبر 1984 تم سحبها)
- نيكولاس الحاج (3 نوفمبر 1984 - 18 سبتمبر 1985 استقال)
- حبيب باشا (1985-1987) (مدير البطريركية)
- جوزيف رايا (1987-1989) (مدير البطريركية)
- أنطوان حايك (19 يوليو 1989 - تم سحب 17 أكتوبر 2006)
- جورج نيكولاس حداد (منذ 17 أكتوبر 2006)